# Ceratozamia huastecorum
Ceratozamia huastecorum là một loài thực vật hạt trần trong họ Zamiaceae. Loài này được Avendaño, Vovides & Cast.-Campos mô tả khoa học đầu tiên năm 2003.